# Nesse-Apfelstädt
Die Gemeinde Nesse-Apfelstädt ist eine Landgemeinde im Landkreis Gotha in Thüringen. Der Verwaltungssitz befindet sich im Ortsteil Neudietendorf.

## Ortsteile
Die Gemeinde Nesse-Apfelstädt gliedert sich in die folgenden sechs Ortsteile:
- Apfelstädt
- Gamstädt
- Ingersleben
- Kleinrettbach
- Kornhochheim
- Neudietendorf

0
0

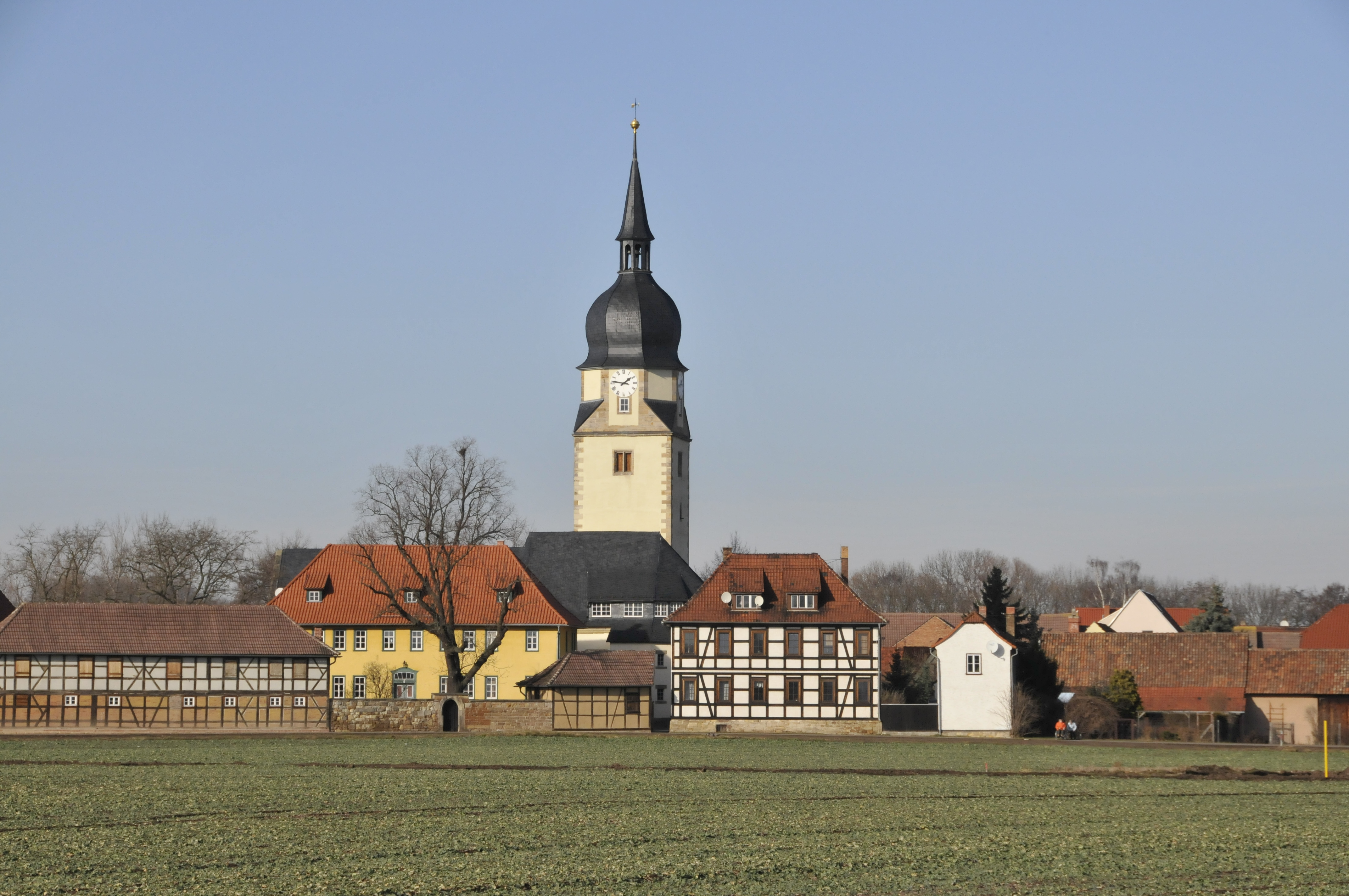
Blick auf Apfelstädt von Süden, mit St. Walpurgis
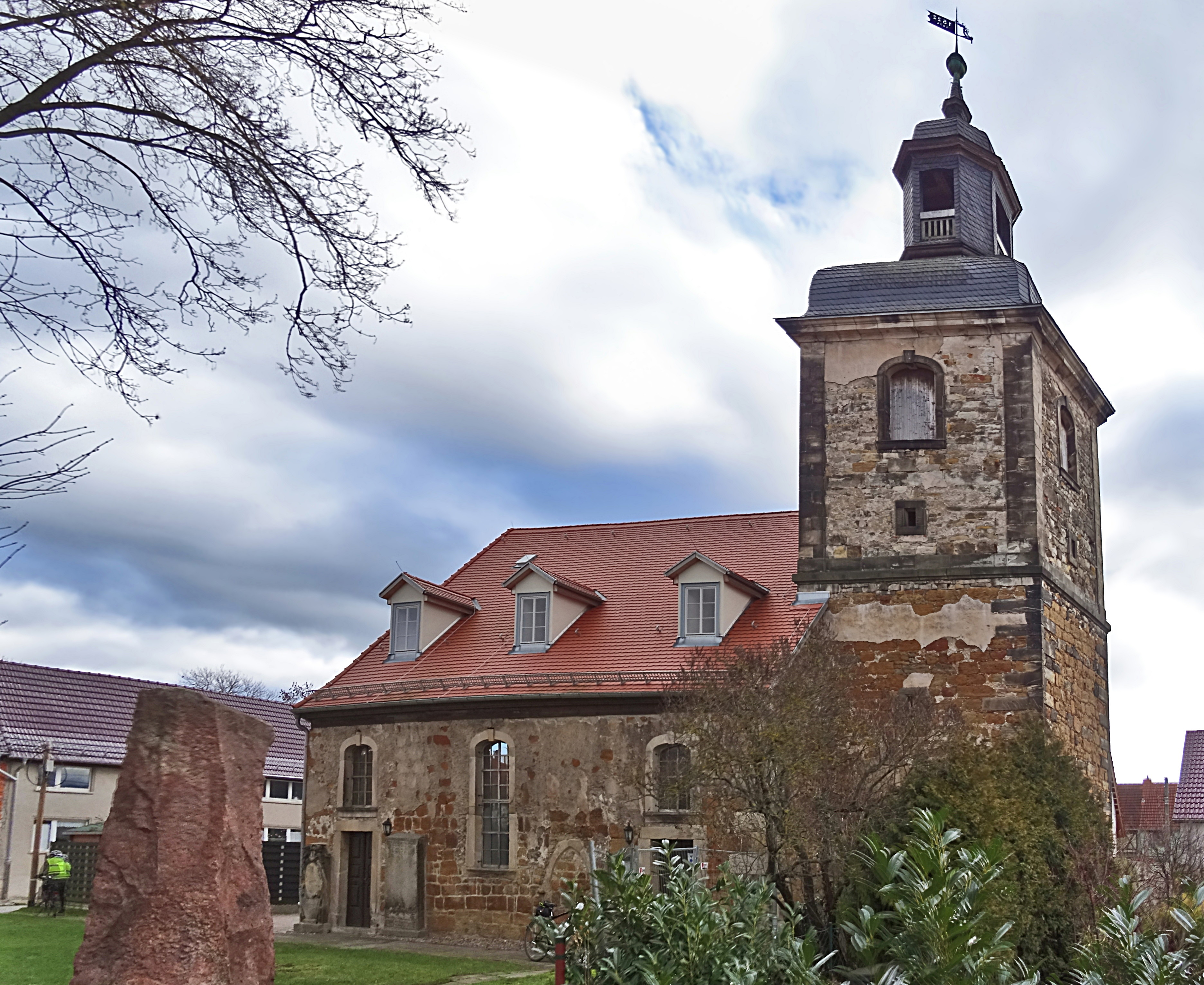
St. Michael in Gamstädt
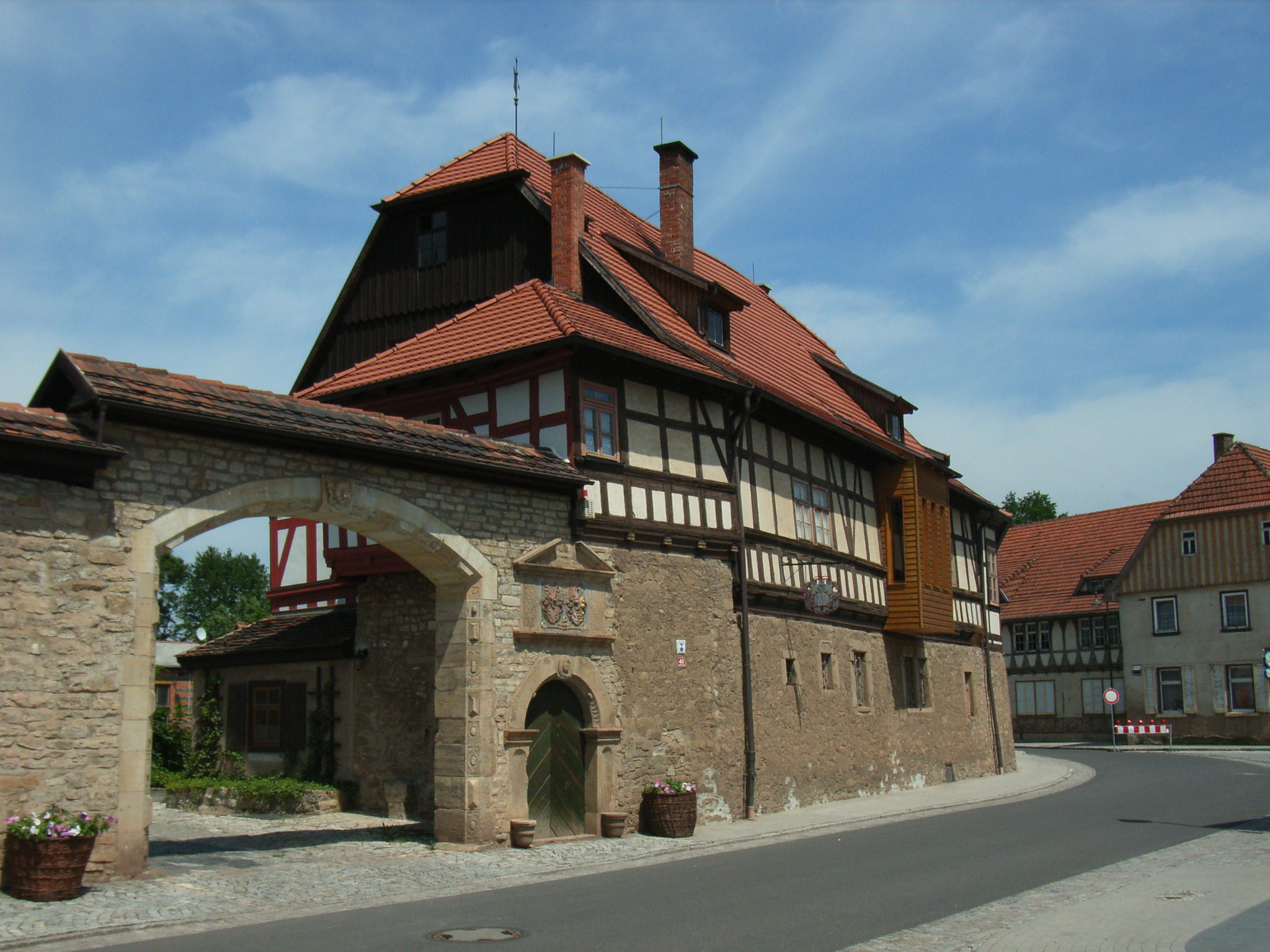
Heimatmuseum in Ingersleben
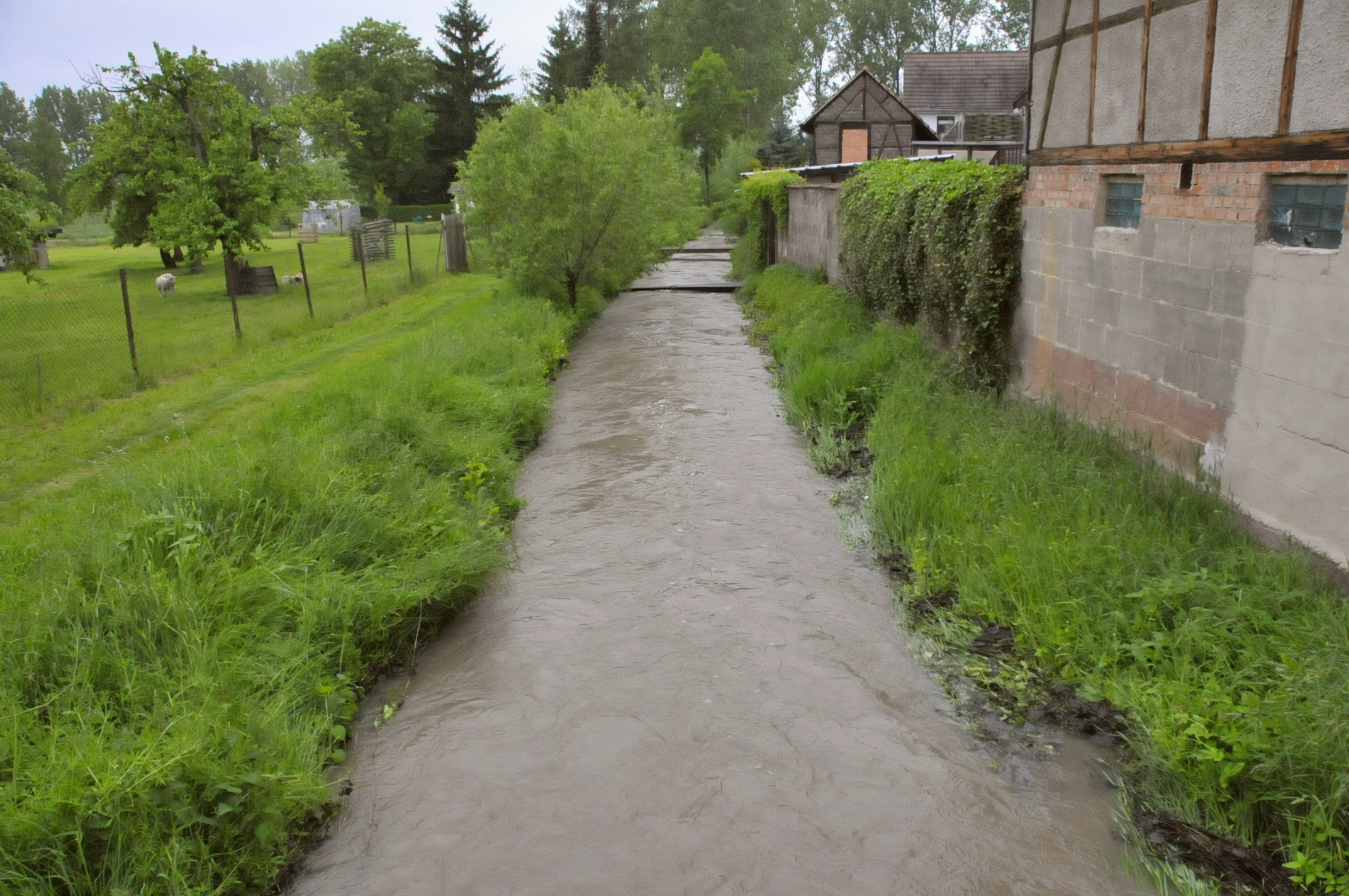
Rettbach in Kleinrettbach
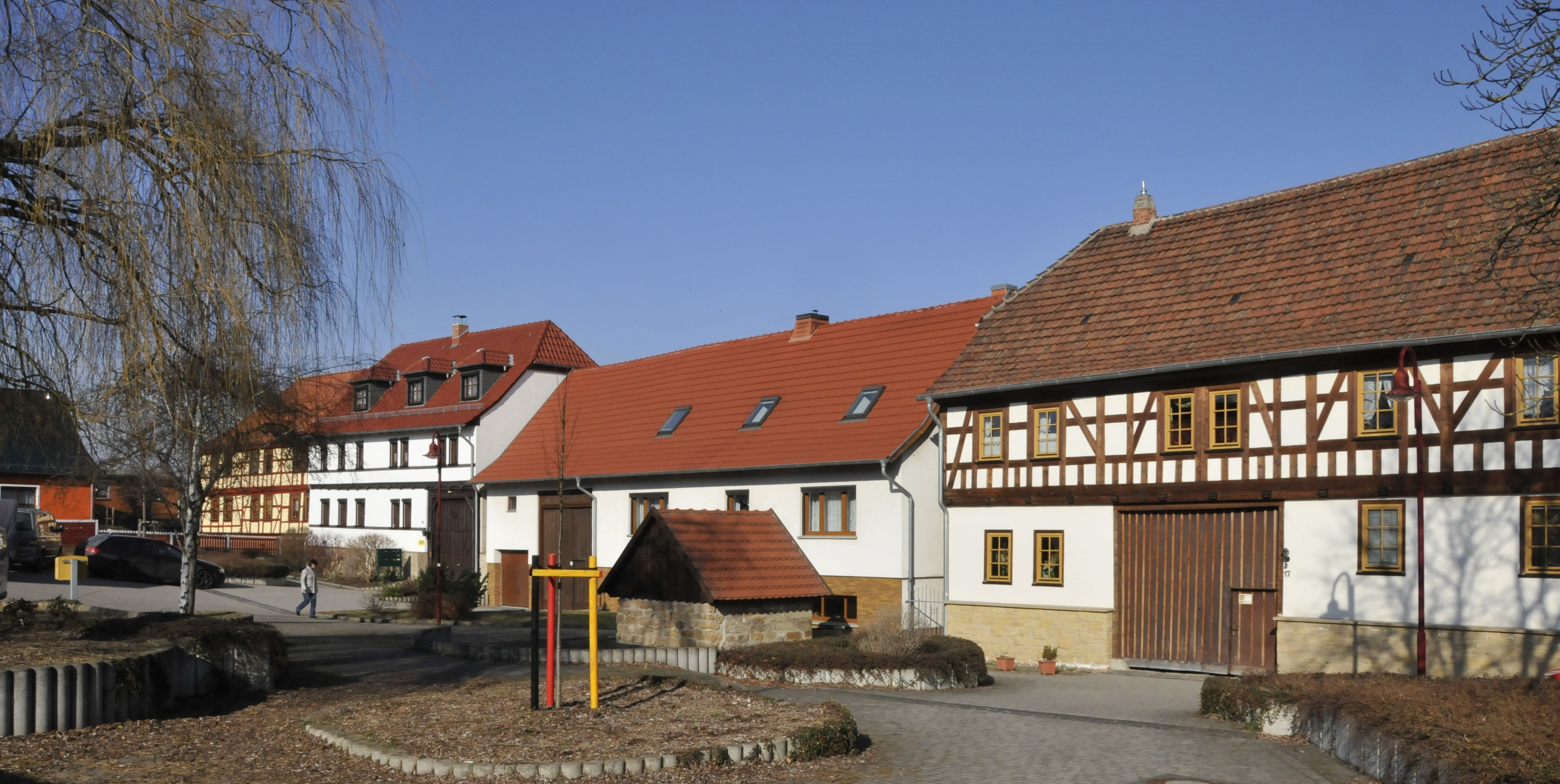
Dorfplatz in Kornhochheim
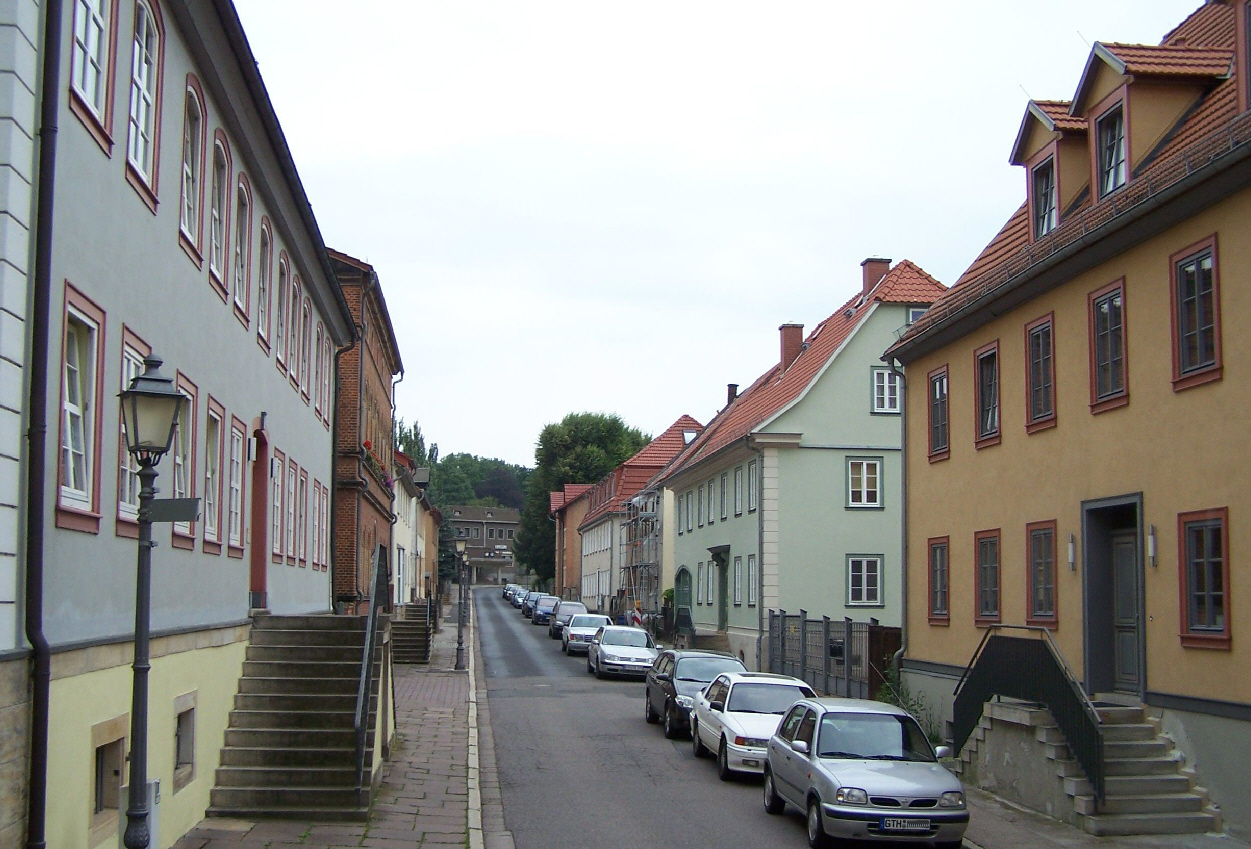
Bahnhofstraße in Neudietendorf

## Geschichte
Die Landgemeinde Nesse-Apfelstädt entstand am 1. Dezember 2009 durch die Fusion der Gemeinden Apfelstädt, Gamstädt, Ingersleben und Neudietendorf. Benannt ist die Gemeinde nach den beiden Flüssen Nesse und Apfelstädt. Zuvor waren die Ortsteile der Gemeinde schon in der Verwaltungsgemeinschaft Nesse-Apfelstädt-Gemeinden zusammengeschlossen, diese wurde zeitgleich mit Entstehung der Gemeinde aufgelöst.
| Bevölkerungsentwicklung | Bevölkerungsentwicklung | Bevölkerungsentwicklung | Bevölkerungsentwicklung | Bevölkerungsentwicklung | Bevölkerungsentwicklung | Bevölkerungsentwicklung | Bevölkerungsentwicklung | Bevölkerungsentwicklung | Bevölkerungsentwicklung | Bevölkerungsentwicklung | Bevölkerungsentwicklung | Bevölkerungsentwicklung | Bevölkerungsentwicklung | Bevölkerungsentwicklung | Bevölkerungsentwicklung | Bevölkerungsentwicklung |
| ----------------------- | ----------------------- | ----------------------- | ----------------------- | ----------------------- | ----------------------- | ----------------------- | ----------------------- | ----------------------- | ----------------------- | ----------------------- | ----------------------- | ----------------------- | ----------------------- | ----------------------- | ----------------------- | ----------------------- |
| Jahr                    | 2009                    | 2010                    | 2011                    | 2012                    | 2013                    | 2014                    | 2015                    | 2016                    | 2017                    | 2018                    | 2019                    | 2020                    | 2021                    | 2022                    | 2023                    | 2024                    |
| Einwohner               | 6159                    | 6128                    | 6043                    | 5962                    | 5960                    | 5977                    | 5981                    | 6009                    | 5951                    | 5939                    | 5962                    | 5995                    | 5933                    | 6029                    | 6043                    | 6021                    |

Quelle: Thüringer Landesamt für Statistik, Werte jeweils vom 31. Dezember

## Politik

### Gemeinderat
Der Gemeinderat setzt sich aus 20 Gemeinderatsmitgliedern zusammen. Bei der Gemeinderatswahl am 26. Mai 2024 wurde folgendes Ergebnis erreicht (mit Vergleich zur vorigen Wahl):
| Partei / Liste             | 2024          | 2024   | 2019          | 2019   |
| Partei / Liste             | Stimmenanteil | Sitze  | Stimmenanteil | Sitze  |
| FWG Nesse-Apfelstädt       | 33,6 %        | 7      | 32,1 %        | 7      |
| Freie Wähler Neudietendorf | 20,6 %        | 4      | 11,9 %        | 2      |
| CDU                        | 20,1 %        | 4      | 26,1 %        | 5      |
| Die Linke                  | 6,9 %         | 2      | 10,5 %        | 2      |
| SPD                        | 6,4 %         | 1      | 11,8 %        | 2      |
| Bündnis 90/Die Grünen      | 5,6 %         | 1      | 7,6 %         | 2      |
| Bürger für Bürger          | 6,9 %         | 1      | –             | –      |
| Wahlbeteiligung            | 66,1 %        | 66,1 % | 66,1 %        | 66,1 % |

### Bürgermeister
Zum hauptamtlichen Bürgermeister wurde am 21. Februar 2010 Christian Jacob (gemeinsamer Kandidat von B’90/GRÜNE, CDU, Die Linke, FWG Apfelstädt-Gamstädt-Kleinrettbach-Ingersleben und SPD) gewählt. Jacob wurde im Januar 2016 mit 98 % sowie im Februar 2022 mit 95,2 % der abgegebenen gültigen Stimmen wiedergewählt.

## Verkehr
Durch die Gemeinde führt die Bundesstraße 7 im Norden sowie die Bundesautobahn 71 im Osten und die Bundesautobahn 4 im Süden.
Außerdem ist der Bahnhof Neudietendorf ein bedeutender Eisenbahnknoten, an dem von der Thüringer Bahn (Erfurt–Eisenach) die Bahnstrecke Neudietendorf–Ritschenhausen mit Zugverkehr nach Ilmenau, Meiningen, Würzburg und Saalfeld nach Süden abzweigt. Über die Thüringer Bahn bestehen Zugverbindungen nach Erfurt, Eisenach, Halle und Göttingen.

## Sehenswürdigkeiten
- Siehe die entsprechenden Abschnitte in den Artikeln über die einzelnen Ortschaften
- Siehe Liste der Kulturdenkmale in Nesse-Apfelstädt